# Typhochlaena
Typhochlaena là một chi nhện trong họ Theraphosidae.

## Hình ảnh

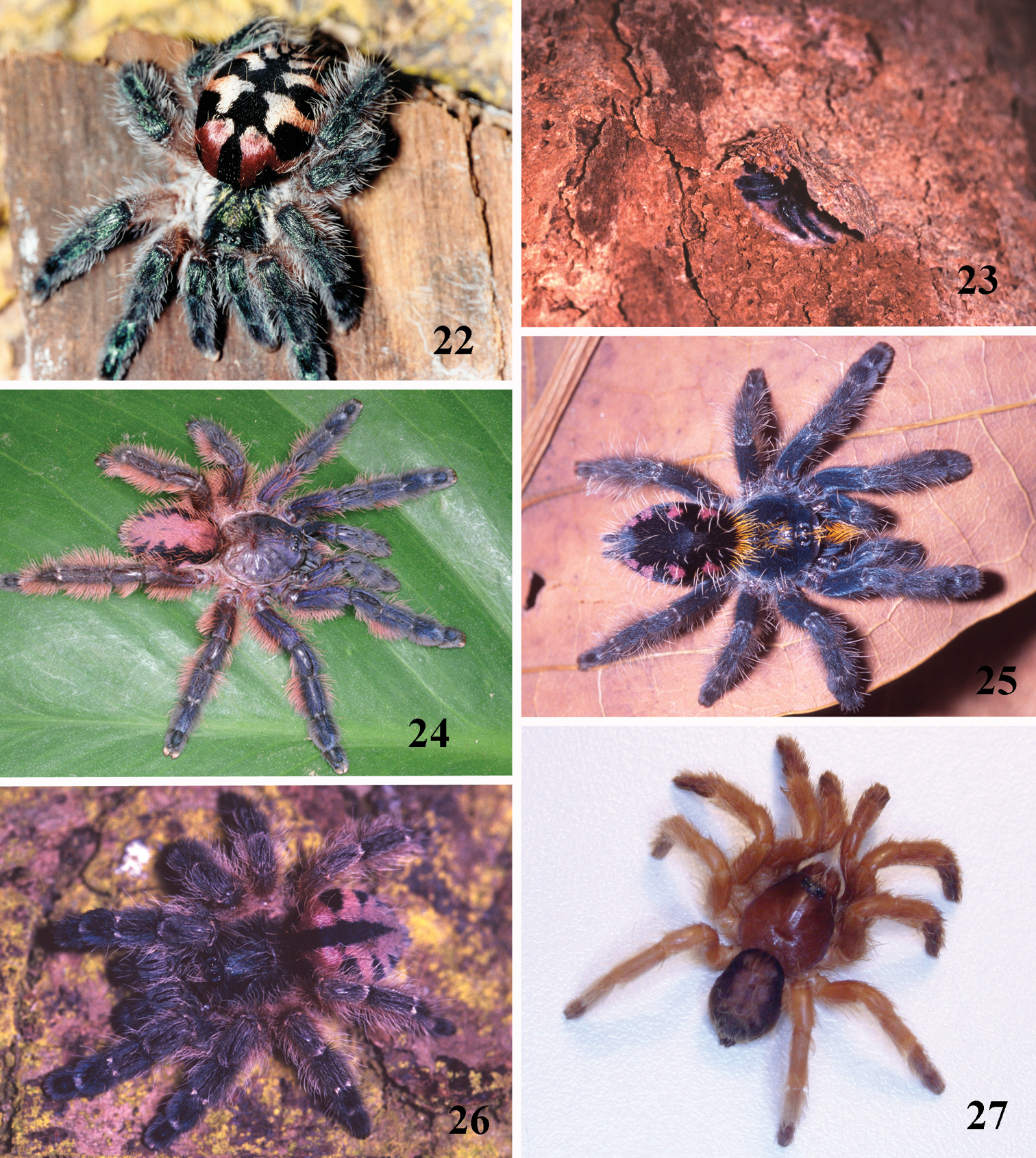